# Edouard van Goethem
Edouard van Goethem MSC (* 10. März 1873 in Beveren, Belgien; † 26. Mai 1949) war ein belgischer Ordensgeistlicher und römisch-katholischer Apostolischer Vikar von Coquilhatville.

## Leben
Edouard van Goethem trat der Ordensgemeinschaft der Herz-Jesu-Missionare bei und empfing am 23. Dezember 1899 das Sakrament der Priesterweihe. Am 25. Februar 1924 bestellte ihn Papst Pius XI. zum ersten Apostolischen Präfekten von Tsuapa (später Coquilhatville).
Am 29. November 1932 wurde Edouard van Goethem infolge der Erhebung der Apostolischen Präfektur Coquilhatville zum Apostolischen Vikariat erster Apostolischer Vikar von Coquilhatville und Pius XI. ernannte ihn zum Titularbischof von Corone. Der Bischof von Gent, Honoré-Jozef Coppieters, spendete ihm am 25. April 1933 die Bischofsweihe; Mitkonsekratoren waren der Weihbischof in Mecheln, Jean Marie Van Cauwenbergh, und der emeritierte Apostolische Vikar von Léopoldville, Noël de Cleene CICM.
Edouard van Goethem trat am 10. April 1947 als Apostolischer Vikar von Coquilhatville zurück.